# Ewald Damaske
Ewald Paul Damaske (* 9. Juli 1910 in Palzwitz, Kreis Schlawe/Pommern; † 30. Oktober 1977 in Berlin) war ein deutscher Politiker (CDU). Er war von 1954 bis 1958 Abgeordneter der Volkskammer der DDR.

## Leben
Damaske, Sohn eines Arbeiters, besuchte die Volksschule und arbeitete dann bis 1935 in der Landwirtschaft. Anschließend erlernte er den Beruf des Autoschlossers. Er wurde zur Wehrmacht eingezogen und leistete Militär- und Kriegsdienst. Während des  Zweiten Weltkriegs geriet er in amerikanische Kriegsgefangenschaft.
Ab Oktober 1946 arbeitete als Fabrikarbeiter und Gerätewart der Betriebsfeuerwehr in der Grube „Glückauf“ in Knappenrode im Kreis Hoyerswerda, wurde schließlich Wehrleiter der Betriebsfeuerwehr des  Braunkohlenwerks Knappenrode. Er trat 1947 in die CDU und den FDGB ein und wurde Abteilungsgewerkschaftsleiter und BGL-Mitglied im Braunkohlenwerk. Im April 1952 wurde er als Vorsitzender der größten CDU-Betriebsgruppe eines volkseigenen Betriebes im Kreis Hoyerswerda wiedergewählt.
Von 1950 bis zur Auflösung des Landtags 1952 gehörte er als Mitglied der CDU-Fraktion dem Sächsischen Landtag an. Damaske war auch Mitglied der Gesellschaft für Deutsch-Sowjetische Freundschaft (DSF)  und wurde im Januar 1951 in den Landesvorstand Sachsen der DSF gewählt.
Vom 29. Juni 1952 bis August 1952 war Damaske Mitglied des erweiterten Landesvorstandes Sachsen der CDU. Nach der Verwaltungsreform im Sommer 1952 war er von August 1952 bis Oktober 1954 Mitglied des Bezirkstages Cottbus. Im Jahr 1954 wurde er Vorsitzender des CDU-Kreisvorstandes Hoyerswerda und am 4. Juli 1954 Mitglied des CDU-Bezirksvorstandes Cottbus.
Bei der Volkskammerwahl am 17. Oktober 1954 wurde er im Bezirk Cottbus in die Volkskammer gewählt, der er bis 1958 angehörte.
Nach den Gemeinderatswahlen am 10. Oktober 1965 übernahm Ewald Damaske von dem wegen Krankheit ausscheidenden Hermann Krusche (SED) das Amt des Bürgermeisters von Knappenrode. Im Frühsommer 1974 wurde er CDU-Kreissekretär in Hoyerswerda und hatte diese Funktion noch im März 1976 inne.
Damaske war verheiratet und Vater von fünf Kindern. Er lebte in der Waldstraße in Knappenrode.

## Auszeichnungen
- Mehrmals Bestarbeiter
- 1950 und 1956 Aktivist
- 1963 Ernst-Moritz-Arndt-Medaille
- 1965 Otto-Nuschke-Ehrenzeichen in Silber
- 1974 Vaterländischer Verdienstorden in Bronze